# Gerência de redes de telecomunicações
A gerência de redes de telecomunicações é um cargo empresarial responsável pelo planejamento e manutenção da planta da comutação digital, (Rede de Comutação e Rede de Transmissão). Os trabalhos de especificação de sistemas estão direcionados para tecnologias chamadas estratégicas, que são as centrais digitais de comutação (Rede de Telefonia Fixa), centrais celulares (Rede de Telefonia Celular) e equipamentos de transmissão digital , envolvidas diretamente com o negócio da empresa.
A digitalização da Rede de Telecomunicações e a crescente integração entre empresas, diversificação dos serviços oferecidos, implicam numa maior complexidade da rede e no aumento de capacidade dos equipamentos, originando requisitos novos e complexos de gerência (Princípios da Gerência de Redes).
Com o crescimento das centrais digitais de comutação, surge a necessidade de especificação de sistemas de gerência voltados para esta tecnologia e seus sistemas agregados. A análise de custo e benefício, pode mostrar como priorizar, especificar e adquirir esses novos sistemas de gerência de modo a atender o crescimento da rede de telecomunicações.
Nesse contexto, quando é citado a terminologia sistema de gerência ou sistema de operação, não pode-se confundir com funções de O&M (operação e manutenção), geralmente voltadas para uma tecnologia específica, aquela do próprio fabricante do equipamento em questão.
Para tanto, será apresentada uma descrição dos requisitos mínimos e necessários de uma arquitetura de gerência, seguindo o Modelo TMN e respeitando seus aspectos de hardware e software, para permitir o gerenciamento dos equipamentos de comutação.
De forma alguma os aspectos aqui levantados invalidam as necessidades de gerência abordadas em outros textos técnicos voltados à aquisição de equipamentos, visam, tão somente, complementar as definições e recomendações existentes nestes documentos.
Fazem parte da gerência da rede funções como supervisão e monitoração das sub-redes com seus equipamentos e recursos, medição da utilização dos recursos, configuração dos equipamentos para funcionamento, configuração dos canais de transmissão, disponibilidade de recursos, manutenção dos equipamentos, provisionamento, confidencialidade de dados, integridade de dados e controle de acesso.
A partir do estudo e análise de cada sistema desenvolvido foi possível identificar algumas necessidades básicas de definições (tomadas de decisões), especificações e desenvolvimentos, a fim de se melhorar a qualidade do serviço oferecido, otimizar tarefas realizadas e integrar os sistemas.
O planejamento pretende identificar as necessidades de especificação e desenvolvimento para a solução dos problemas atuais, adotando um modelo padronizado, tanto para o desenvolvimento como para a integração, observando aspectos de distribuição de sistemas necessários para a gerência de uma rede complexa como a rede de telecomunicações.
Entre as ações que se deve realizar para solucionar os problemas relativos ao gerenciamento da rede de telecomunicações pode-se enumerar:
- Determinar o escopo dos sistemas gerenciados, equipamentos de telecomunicações ou conjunto destes equipamentos com funções específicas na planta.
- Orientar a aquisição de novos equipamentos já objetivando gerência, através de uma arquitetura de gerenciamento baseada na TMN.
- Orientar a aquisição de uma plataforma de sistemas de gerência como suporte aos sistemas de gerência, definindo a rede de suporte para gerência, o hardware, o sistema operacional e o sistema gerenciador de banco de dados para a operação.

Uma questão na problemática de gerência é justamente o levantamento de requisitos funcionais, também chamados de funções ou serviços de gerência. Esses requisitos são definições das informações disponíveis nas redes e nos seus componentes (elementos de redes) e quais operações podem ser realizadas sobre eles.
Para completar a definição dos requisitos ou serviços relativos à gerência, existem requisitos específicos que precisam ser determinados para as centrais de pequeno porte, unidades de supervisão remota e equipamentos de informática, que também compõem a rede de telecomunicações. Outros requisitos gerais se referem à interface homem-máquina, comandos de O&M (operação e manutenção) e acesso aos elementos de rede, no caso de centrais digitais de comutação.
A evolução das redes de transmissão que utilizam tecnologia SDH (Synchronous Digital Hierarchy) viabilizou a instalação de centrais de comutação com maior capacidade de processamento, permitindo o atendimento de uma vasta área geográfica, simplificando o gerenciamento e facilitando a operação e manutenção. Outro aspecto positivo, conseqüência dessa prática, é diminuição da carga de trabalho da equipe técnica restringindo o número de elementos de rede a serem gerenciados. Um exemplo disso, são as centrais de comutação e controle utilizadas no serviço móvel celular.
Na questão das centrais analógicas de comutação, referente à gerência da planta analógica legada, uma solução que pode ser vislumbrada é a digitalização das centrais analógicas de comutação de grande porte. No caso das centrais de pequeno e médio porte, deve-se seguramente optar pela desativação (com os serviços absorvidos por outra central) ou a substituição.
Em uma empresa moderna a um conjunto de facilidades para permitir o processamento de todas as informações.
1. Planejamento: as informações relativas ao planejamento auxiliam na determinação do crescimento da rede em função da demanda por serviços.
2. Provisionamento: trata das informações referentes ao detalhamento do projeto das partes componentes da rede, são elas: comutação, transmissão, rede de acesso e infraestrutura.
3. Instalação: é responsável pela implantação e teste das diversas partes componentes. Concluída esta fase, o projeto é encaminhado para a operação.
4. Administração e Operação: têm por encargo a supervisão e a gerência das redes e dos serviços de telecomunicações.
5. Manutenção: executa os serviços de reparos para manter o funcionamento ininterrupto do sistema.

Da análise de todos estes processos, planejamento, provisionamento, instalação, administração, operação e manutenção, se conclui que a importância da gerência numa rede de telecomunicações está em garantir sua perfeita e contínua operação.

## NOC ou Centro de Gerência de Rede
Historicamente, as operadoras no Brasil iniciaram os trabalhos visando o modelo TMN em 1991 a partir de uma filosofia intitulada de Gerência Integrada de Redes, termo hoje evoluído para Gerência Integrada de Redes e Serviços ou simplesmente GIRS. A ideia de GIRS refere-se a operação centralizada e integrada de uma rede de telecomunicações através de seu gerenciamento. 
A filosofia de Gerência Integrada de Redes e Serviços (GIRS) é definida como sendo:
Conjunto de funções realizadas visando obter a máxima produtividade da planta e dos recursos disponíveis integrando de forma organizada as funções de Operação, Administração, Manutenção e Provisionamento para todos os elementos da rede e serviços de Telecomunicações. 
Fonte Revista Telebrás - 1992.
Generalizando, o modelo para implantação da GIRS pode ser dividido em 4 fases: Centralização, Consolidação, Interconectividade e Interoperabilidade.
1. Centralização: a primeira fase tratou do processo de centralização da supervisão, transformou estruturalmente a operação, subordinando as divisões regionais a um departamento único para tratar de operação e manutenção, com amplo controle sobre todas as atividades relativas à operação e manutenção na planta. Para isso, foram centralizados equipamentos de supervisão de falhas e desempenho e de outros componentes da rede de telecomunicações, permitindo a integração do corpo técnico e das informações. O grande ganho com esta etapa, foi o relacionamento entre as várias supervisões, permitindo verificar a causa raiz dos eventos de falhas e desempenho, proporcionando uma melhor produtividade dos recursos da planta. Nessa época, nasceu o conceito de Centro de Gerência Integrada de Redes.
2. Consolidação: na segunda etapa, foi investido em pesquisa e desenvolvimento ou consultoria de sistemas. O principal propósito era o fornecimento de soluções relativas a sistemas de gerência tanto na especificação quanto no desenvolvimento. A partir de então, foram especificados ou desenvolvidos vários sistemas de gerência emergenciais, como, por exemplo, para gerência de falhas, desempenho e tarifação.
3. Interconectividade: na terceira fase, houve a tentativa de racionalização dos terminais de operação e manutenção das diversas tecnologias permitindo o acesso único aos equipamentos de uma mesma tecnologia. Foram definidas a rede corporativa e de pacotes e como rede de suporte às operações de gerência. A interconectividade prevista para esta fase se refere à integração entre sistemas de operação e elementos de rede através do uso de interfaces padronizadas.
4. Interoperabilidade: a quarta e última fase objetivou a interoperabilidade dos elementos de rede a partir da utilização de sistemas de operação para áreas funcionais de falhas, desempenho, contabilização, configuração e segurança. A Interoperabilidade é entendida aqui como a integração entre os sistemas de operação e, na prática, ocorre com a utilização de uma base de dados única e distribuída para a operação.

A execução destas 4 etapas caracteriza-se pela implantação e operação de um Centro de Gerência de Rede ou NOC (Network Operation Center).

## A topologia de uma rede de gerência
Para que seja compreendido em qual estágio de evolução encontra-se o projeto da rede de gerência, é necessário compreender que tipos de sistemas de supervisão e monitoração atualmente estão instalados ou em desenvolvimento, isto é, os sistemas de gerência que supervisionam a planta de telecomunicações, identificando quais sistemas exercem gerência sobre a rede, como estão integrados, área de gerência a qual se referem e como se integram à rede de comunicação de dados.

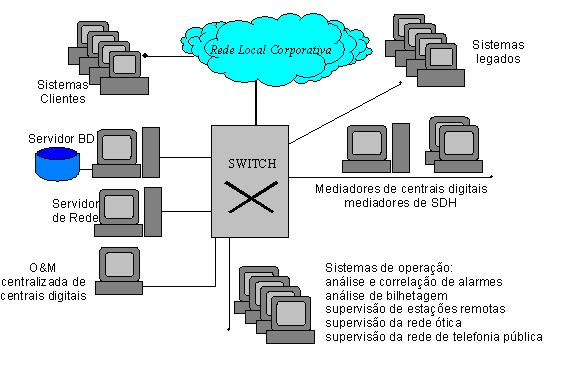
Esquema simplificado baseado no modelo TMN da rede de gerência de telecomunicações

Colocando em prática o estudo da TMN, das camadas de gerência, das áreas funcionais (falhas, desempenho, contabilização, configuração e segurança) relativas aos sistemas de operação, das ferramentas de desenvolvimento e da topologia necessária para suporte ao modelo, foi possível vislumbrar a arquitetura de rede necessária para implementação da GIRS baseada na TMN.
Para se chegar à integração, deve-se especificar funcionalidades para cada camada de gerência de modo a determinar todas as ações necessárias ao gerenciamento da rede de telecomunicações. Foram realizados os seguintes passos:
1. Identificação dos sistemas de operação presentes e distribuição nos respectivos níveis gerenciais. Deve ficar claro que alguns sistemas estão estruturados para suportar funções de mais de um nível.
2. Identificação de sistemas de operação futuros, a serem adquiridos, e sua distribuição pelos níveis que mais se adequarem, verificando-se a existência de funções que não são suportadas por nenhum sistema.
3. Implantação de sistemas de operação da camada de gerência de elemento de rede, destinados a armazenar, coletar, formatar, concentrar, filtrar e traduzir dados. Esses sistemas são fundamentais para dar suporte aos demais níveis de gerência, uma vez que os sistemas de outros níveis fazem uso direto ou indireto de suas funcionalidades para realizarem ações e obterem as informações de gerência.
4. Compartilhamento e correlacionamento de dados entre sistemas afins nos níveis de elemento de rede, gerência de elemento de rede e gerência de rede. Um exemplo disso seria a correlação de eventos de falhas, que pode trazer benefícios, como, por exemplo, redução dos custos com operação e manutenção.
5. Aquisição de sistemas da camada de gerência de redes e da camada de gerência de serviços, integrando-os via uma base de dados unificada e distribuída. Nesse escopo, adquirir sistemas pode significar tanto desenvolvê-los na própria empresa como contratar o desenvolvimento de terceiros. Um sistema típico desses níveis é a correlação de eventos das várias fontes informantes para isolamento da causa raiz.